# 唐裔盛
唐裔盛（英語：TONG Yui Shing，1959年8月14日—），香港男子帆船運動員。他亦是香港一間帆船公司 Bluefin Sea Sports 的創辦人。

## 簡歷
2014年9月，唐裔盛代表中國香港參加南韓仁川舉行的亞運會帆船比賽，與湯潔芳合作以總成績27分贏得霍比式（Hobie-16）帆船賽銅牌。唐裔盛也成為香港亞運史上，年齡最大的獎牌得主（55歲）。賽後，他表示：「這是我三十多年帆船生涯中最光榮一天，可說不枉此生！雖然是遲來了一點，但我對自己55歲仍有力獲獎感到驕傲。試想想，若平常一個人到55歲已成為一個阿伯，但自己卻可以愈操愈Fit，甚至一些以前做不到的動作也能做到了，就像返老還童一樣。」